# Heumilch
Heumilch ist eine Marke der Arbeitsgemeinschaft Heumilch Österreich („ARGE Heumilch“) für Milch und Milchprodukte aus zertifizierter Milch. Hauptmerkmal der Zertifizierung ist silagefrei erzeugte Milch. Die Bezeichnung geht auf den traditionellen Begriff „Heumilch“ zurück, den der Duden als „Milch von Kühen, die (im Winter) mit Heu gefüttert werden“, beschreibt.
Der Name wurde EU-weit geschützt und steht als Vertriebsmarke den Bauern und Verarbeitungsbetrieben, aber auch für Eigenmarken des Handels zur Verfügung. Zertifizierte Heumilch und deren Produkte erfüllen das EU-Siegel „Garantiert traditionelle Spezialität“. Die Marke selbst soll die traditionelle Landwirtschaft stärken.

## ARGE Heumilch Österreich
Im Februar 2003 gründete sich in Vorarlberg eine Arbeitsgemeinschaft Milch (ARGE Milch Vorarlberg), die eine bessere Zusammenarbeit der Milchproduzenten und der für Vorarlberg wichtigen Käseproduktion fördern sollte. Im September 2003 folgte die ARGE Heumilch Tirol, im Oktober 2003 schlossen sich auch in den Bundesländern Salzburg und Oberösterreich Bauern und Verarbeiter in der ARGE Heumilch Salzburg-Oberösterreich zusammen. Gemeinsam mit der Obersteierischen Molkerei (ARGE Heumilch Steiermark) wurde am 14. April 2004 die gesamtösterreichische ARGE Heumilch in Innsbruck gegründet.
Ab 2009 begann eine Informations- und Marketingoffensive der Arbeitsgemeinschaft Heumilch, die der Heuwirtschaft wieder zu einem positiven Image im gesellschaftlich diskutieren Kontext der Regionalisierung wie auch Ökologisierung und der Gentechnikfreiheit verhelfen sollte. Bis 2012 konnten fast alle großen Handelsketten Österreichs, Rewe Group, Spar, Lidl und Hofer gewonnen werden, Heumilchprodukte ins Sortiment zu nehmen. Die Verwendung des Werbespruchs „Heumilch – die reinste Milch“ stieß seit Jahren bereits bei den silageverfütternden Bauern auf Widerstand, und wurde nach einer Klage durch den Getränkehersteller Fritz Egger der ARGE Heumilch 2013 vom Landesgericht Salzburg per einstweiliger Verfügung untersagt. Der Revisionskurs der ARGE beim Obersten Gerichtshof gegen diese Verfügung war erfolglos. Im Jahr 2017 wurden ca. 15 Prozent der gesamten Milchmenge in Österreich nach den Heumilch-Kriterien hergestellt, gegenüber der ganzen EU mit weniger als 3 Prozent. Im Jahr 2016 wurde die erste Käserei aus dem Bundesland Kärnten Mitglied der ARGE Heumilch Österreich. Im Jahr 2017 waren in der Organisation um die 8.000 Landwirte und über 60 Verarbeiter (Molkereien, Käsereien, Sennereien) vertreten.
Einzelne Maßnahmen der bei Heumilch vorherrschenden Bewirtschaftung werden mit öffentlichen Mitteln gefördert. Dazu gehört die Maßnahme Extensive Grünlandbewirtschaftung im traditionellen Gebiet des ÖPUL-Programms (Österreichisches Programm für umweltgerechte Landwirtschaft) inklusive der Maßnahme Verzicht auf Silage (2007 überarbeitet und bis 2020 verlängert). Die mit den Vorgaben der Heumilch-Zertifizierung umgesetzte Extensive Grünlandbewirtschaftung ist Teil der Dreistufenwirtschaft im Bregenzerwald, die 2011 in das nationale UNESCO-Verzeichnis des Immateriellen Kulturerbes aufgenommen wurde. Diese Wirtschaftsweise ist die in Westösterreich übliche Form der kombinierten Heu-/Pastoralwirtschaft.
Deutschland ist der wichtigste Exportmarkt für österreichische Heumilch-Produkte.

## ARGE Heumilch Deutschland
Im Jänner 2014 schlossen sich Heumilchbauern und -verarbeiter zum Verein ARGE Heumilch Deutschland zusammen. Bereits 2012 galt die Vermarktung unter dem Label „Heumilch“ im bayerischen Landkreis Oberallgäu als Chance in wirtschaftlich schwierigen Zeiten. Im Jahr 2017 hatte die Arbeitsgemeinschaft in Deutschland 26 Käsereien und Molkereien mit deren Heumilchbauern als Mitglieder. 2019 ist Heumilch Deutschland eine Kooperation mit Heumilch Österreich eingegangen. In Bayern wird Heumilch über die extensive Futtergewinnung betriebszweigbezogen gefördert.

## Verein Heumilch Schweiz
Im Juli 2016 gründete sich in der Schweiz der Verein Heumilch Schweiz. Diese schlossen im September 2016 einen Kooperationsvertrag mit der ARGE Heumilch Österreich. Im Jahr 2017 hatte der Schweizer Heumilchverein 21 Käsereien und Molkereien mit deren Heumilchbauern als Mitglieder. Erster Präsident ist seit 2022 Christian Schönbächler. Im April 2018 nahm die Detailhändlerin Coop 20 Produkte unter der Eigenmarke Heumilch ins Sortiment auf. Sie wurde somit zur Hauptvermarkterin von Heumilchprodukten in der Schweiz und hat zudem erstmals Heumilch-Käse nach Deutschland und in die USA exportiert. Ende 2018 waren 26 Milchverarbeiter und 259 Milchproduzenten im Verein. Die Standards in der Schweiz sind, z. B. mit dem Tierwohllabel (Haltung mit regelmäßigem Auslauf ins Freie) etwas höher als in Österreich.

## Weitere Heumilch-Initiativen
Im Jahr 2017 gründeten Heumilchbauern in Frankreich den Verein Lait de Foin (Heumilch Frankreich). Ebenso gibt es noch Vermarktungsinitiativen in Südtirol und Slowenien.

## Ziele der Heumilch-Vereine
Die Heumilch-Vereine haben folgende Ziele:
- Erhaltung der Heuwirtschaft als Natur- und Kulturlandschaft
- Vermarktung der von den Mitgliedern erzeugten Milch unter der Marke Heumilch
- Absicherung der Wertschöpfung bei den Heumilchbauern und Heumilchkäsereien
- Erhaltung der Heumilchkäsereien für den ländlichen Raum

Die Ziele entsprechen den Artikeln 8 bis 12 des Protokoll Berglandwirtschaft der Alpenkonvention.

## Durchführungsvoraussetzungen
Im Heumilch-Regulativ der ARGE Heumilch für Österreich sind die Vorschriften zur Erzeugung zusammengefasst. Im Regulativ wird aufgelistet, welche Futtermittel in der Heumilch-Wirtschaft erlaubt und welche verboten sind:
- Die Heumilch-Bauern verpflichten sich, die Kriterien der ÖPUL-Maßnahme Silageverzicht und die Durchführungsverordnung (EU) Nr. 304/2016 für Heumilch g. t. S. einzuhalten.
- Der Raufutteranteil in der Jahresration muss mindestens 75 % der Trockenmasse betragen. Bei Fütterungsumstellung auf diese Kriterien bestehen temporäre Lieferverbote.
- kein Silofutter.
- Auf die Felder und Wiesen darf kein Klärschlamm oder Kompost aus kommunalen Aufbereitungsanlagen.
- Zwischen der Ausbringung von Dünger (z. B. Mist) und der Nutzung der Futterflächen müssen mindestens drei Wochen vergehen.
- Der Einsatz chemischer Hilfsstoffe (Pflanzenschutzmittel, Insektizide zur Fliegenbekämpfung, Desinfektionsmittel für die Reinigung des Euters) ist beschränkt.

Zusätzlich wurden eigene Tierwohlkriterien im Heumilchregulativ beschlossen:
- die Einhaltung der AMA-Gütesiegel Richtlinie Haltung von Kühen bzw. AMA-Gütesiegel Richtlinie Haltung von Schafen und Ziegen.
- die Zahl des Viehbesatzes wird geregelt
- der Erhalt von Grünlandflächen sowie die Bewirtschaftung von Biodiversitätsflächen wird vorgeschrieben, um die Artenvielfalt der Pflanzen auf den landwirtschaftlichen Flächen zu fördern.
- Gentechnikfreiheit (laut Österreichisches Lebensmittelbuch: Richtlinie zur Definition der Gentechnikfreien Produktion von Lebensmitteln und deren Kennzeichnung)

## Resonanz
Heumilch enthält einen deutlich höheren Anteil an Omega-3-Fettsäuren als konventionell erzeugte Milch. Das liegt allerdings nicht an der traditionellen Beweidung, sondern – wie eine Studie von Greenpeace zeigte – hauptsächlich an der Vermeidung von Maissilage beim Futter. Das Nachhaltigkeitsportal Utopia verweist unter dem Motto „Nur Bio hält, was sie Heu verspricht“ darauf, dass nicht Weidehaltung oder Heufütterung für die Omega-3-Fettsäuren zuständig seien, sondern ökologische Produktion. Der Gehalt von ungesättigten Fettsäuren schließt zudem nicht den Gehalt von gesättigten Fettsäuren aus, die bei hohem Milchkonsum das Risiko für manche Krebsarten, Adipositas und eventuell Akne erhöhen. Der Konradin-Verlag berichtete in seinem populärwissenschaftlichen Portal 2009 davon, dass eine zuverlässige Kontrolle von biologisch erzeugter Milch vor allem auf die Kontrolle des Grünfutters abziele und hier die Messwerte u. a. von Omega-3-Fettsäuren bei Tests eine zuverlässige Aussage darüber zulassen, „falsche“ von echter Biomilch zu unterscheiden.
Weiters weist die Tierrechtsorganisation PETA darauf hin, dass das Heumilch-Logo keine Aussage über das Tierwohl zulässt. Denn sowohl bei Weide- als auch Heumilch werden die Tiere „meist künstlich befruchtet“ und überzählige Tiere getötet. Die Zeitschrift Ökotest kritisiert deshalb vorwiegend die mangelnde Transparenz bei den Angaben der Molkereien zur Haltung und zur Fütterung der Tiere und weist darauf hin, dass die Heumilch-Produkte in Deutschland vor allem Öko-Produkte sind. Der WWF Schweiz hat die Nachhaltigkeitswerte von elf Milchproduktionsstandards verglichen. Heumilch Schweiz hatte dabei jedoch nur 33 % oder weniger der inhaltlichen Kriterien erfüllt.
Die ARGE Heumilch investierte 2012 jährlich rund drei Millionen Euro in die Werbung. Johann Költringer von der Vereinigung Österreichischer Milchverarbeiter (VÖM) verwies auf das Ziel, den Milchabsatz insgesamt zu steigern. Stattdessen habe Heumilch „Biomilch und die Markenprodukte der Molkereien verdrängt.“ Gelungen sei jedoch der Vorstoß der Handelsketten mit Heumilch-Eigenmarken in ein höheres Preissegment.

## Heumilch als „Garantiert traditionelle Spezialität“

Heumilch ist von der EU als „Garantiert traditionelle Spezialität“ anerkannt.

Heumilch, auch in den anderssprachigen Bezeichnungen englisch Haymilk, italienisch Latte fieno, französisch Lait de foin, spanisch Leche de heno, wurde von der ARGE Heumilch Österreich als Garantiert traditionelle Spezialität (g. t. S.) nach Verordnung (EU) 1151/2012 gemeldet (eingereicht im August 2012, veröffentlicht September 2014) und im März 2016 mit der Durchführungsverordnung (EU) 2016/304 ins Register der geschützten Bezeichnungen (DOOR) eingetragen.
Zur behördlichen Überwachung können von den jeweils zuständigen Behörden akkreditierte Zertifizierungsstellen nach den Anforderungen der ISO/IEC 17065 als Kontrollstellen für dieses Programm zugelassen werden. Für die Kontrollstellen hat die antragstellende Vereinigung gemeinsam mit der Akkreditierungsstelle im Österreichischen Bundesministerium für Wirtschaft ein Zertifizierungsprogramm für Heumilch g. t. S. erstellt.

## Produktionsanteile
In Österreich liegt der Anteil der von Heumilch-Erzeugern gelieferten Milch an der Gesamtmilcherzeugung bei etwa 15 %. Die Produktion erfolgt überwiegend in Berggebieten mit einer typischen kleinbäuerlichen Struktur. Heumilch ist nicht zwingend Biomilch. Ihr Anteil (laut EU-Bioverordnung 834/2007) an der Gesamtmenge von Heumilch beträgt laut Information der ARGE Heumilch ca. 30 %. Der Biomilchanteil an der Gesamtmilchmenge in Österreich liegt im Jahr 2017 um die 16 %.
In Deutschland wird der größte Teil der Heumilch in den traditionellen Produktionsgebieten von Emmentaler und Bergkäse im Allgäu erzeugt.